# میچ میلر
میچ میلر (انگلیسی: Mitch Miller؛ ۴ ژوئیهٔ ۱۹۱۱ – ۳۱ ژوئیهٔ ۲۰۱۰) یک موسیقی‌دان اهل ایالات متحده آمریکا بود.